# Анджело Огбонна
Анджело Огбонна (італ. Angelo Ogbonna; нар. 23 травня 1988, Кассіно) — італійський футболіст нігерійського походження, захисник клубу «Вотфорд».

## Клубна кар'єра
Вихованець футбольної школи клубу «Торіно». Дорослу футбольну кар'єру розпочав 2006 року в основній команді того ж клубу, в якій провів один сезон, взявши участь лише у 4 матчах чемпіонату.
У послугах молодого захисника зацікавились представники тренерського штабу клубу «Кротоне», до складу якого він приєднався на умовах оренди 2007 року. Відіграв за кротонську команду наступний сезон своєї ігрової кар'єри. Більшість часу, проведеного у складі «Кротоне», був основним гравцем захисту команди.
До складу клубу «Торіно» повернувся 2008 року, досить швидко ставши основним гравцем захисної ланки туринців.
11 липня 2013 року після проходження медичного обстеження Анджело Огбонна перебрався в «Ювентус». Сума трансферу склала 13 млн євро.

## Виступи за збірну
Протягом 2009—2010 років залучався до складу молодіжної збірної Італії. На молодіжному рівні зіграв у 10 офіційних матчах.
6 листопада 2011 року був викликаний головним тренером національної збірної Італії Чезаре Пранделлі до лав головної команди країни для участі у контрольних матчах проти збірної Польщі (11 листопада 2011 року) та збірної Уругваю (15 листопада 2011 року). 11 листопада 2011 року Огбонна дебютував у складі збірної Італії, вийшовши на поле в товариській зустрічі з поляками.
Влітку 2012 року був включений до складу збірної на Євро-2012, проте на поле жодного разу так і не вийшов.

## Статистика виступів

### Статистика клубних виступів
Статистика станом на 10 липня 2013.
| Сезон              | Команда            | Чемпіонат          | Чемпіонат | Чемпіонат | Національний кубок | Національний кубок | Національний кубок | Єврокубки | Єврокубки | Єврокубки | Інші змагання | Інші змагання | Інші змагання | Усього | Усього |
| Сезон              | Команда            | Ліга               | Ігор      | Голів     | Ліга               | Ігор               | Голів              | Ліга      | Ігор      | Голів     | Ліга          | Ігор          | Голів         | Ігор   | Голів  |
| ------------------ | ------------------ | ------------------ | --------- | --------- | ------------------ | ------------------ | ------------------ | --------- | --------- | --------- | ------------- | ------------- | ------------- | ------ | ------ |
| 2006–07            | «Торіно»           | A                  | 4         | 0         | КІ                 | 0                  | 0                  |           |           |           |               |               |               | 4      | 0      |
| 2007–08            | «Кротоне»          | C1                 | 22+2      | 0         | CI-C               | 0                  | 0                  |           |           |           |               |               |               | 24     | 0      |
| 2008–09            | «Торіно»           | A                  | 19        | 0         | КІ                 | 4                  | 0                  |           |           |           |               |               |               | 23     | 0      |
| 2009–10            | «Торіно»           | B                  | 28+3      | 1+0       | КІ                 | 1                  | 0                  |           |           |           |               |               |               | 32     | 1      |
| 2010–11            | «Торіно»           | B                  | 35        | 0         | КІ                 | 2                  | 0                  |           |           |           |               |               |               | 37     | 0      |
| 2011–12            | «Торіно»           | B                  | 12        | 0         | КІ                 | 2                  | 0                  |           |           |           |               |               |               | 14     | 0      |
| 2012-13            | «Торіно»           | A                  | 22        | 0         | КІ                 | 1                  | 0                  | -         | -         | -         | -             | -             | -             | 23     | 0      |
| Усього за «Торіно» | Усього за «Торіно» | Усього за «Торіно» | 150       | 1         |                    | 10                 | 0                  |           | -         | -         |               | -             | -             | 160    | 1      |
| 2013-14            | «Ювентус»          | A                  | 0         | 0         | КІ                 | 0                  | 0                  | ЛЧ        | 0         | 0         | СІ            | 0             | 0             | 0      | 0      |
| Усього в кар'єрі   | Усього в кар'єрі   | Усього в кар'єрі   | 126       | 1         |                    | 9                  | 0                  |           |           |           |               |               |               | 135    | 1      |

## Досягнення
- Чемпіон Італії:

«Ювентус»: 2013–14, 2014–15
- Володар Кубка Італії:

«Ювентус»: 2014-15
- Володар Суперкубка Італії:

«Ювентус»: 2013
- Переможець Ліги конференцій УЄФА (1):

«Вест Гем Юнайтед»: 2022–23
- Віце-чемпіон Європи: 2012